# Grimpoteuthis pacifica
Grimpoteuthis pacifica là một loài bạch tuộc trong họ Opisthoteuthidae.